# Verkehrsblau
Verkehrsblau ist die Bezeichnung für die RAL-Farbe 5017 (RGB: 005A8C, CMYK: 100c 60m 0y 10k). Der blaue Farbanteil von Verkehrsschildern wird in Verkehrsblau aufgebracht. In der Schweiz und in Liechtenstein sind die Ortstafeln an Hauptstraßen in Verkehrsblau gehalten. Außerdem sind Polizeifahrzeuge in Deutschland in Verkehrsblau lackiert beziehungsweise foliert.